# Agrilus brunnipennis
Agrilus brunnipennis é uma espécie de inseto do género Agrilus, família Buprestidae, ordem Coleoptera.
Foi descrita cientificamente por Chevrolat, 1838.